# حارة وادي العود (صنعاء)

تعديل مصدري - تعديل

حارة وادي العود هي إحدى حارات حي شعوب بمديرية شعوب إحدى مديريات العاصمة اليمنية صنعاء، بلغ تعداد سكانها 997 نسمة حسب تعداد اليمن لعام 2004.